# 390743 Telkesmaria
390743 Telkesmaria este o planetă minoră (asteroid) din centura de asteroizi. A fost descoperită pe 20 septembrie 2003 la Piszkéstetői Obszervatórium⁠(d) de  și a fost numită după Telkes Mária⁠(d). 
Obiectul prezintă o orbită caracterizată de o semiaxă mare de 2,6096625099156 UAi, o excentricitate de 0,17666542810741, o înclinație de 33,344738408779 ° în raport cu ecliptica.